# 로만 샤로노프
| 이 사람의 이름은 동슬라브어군 이름입니다. 첫 번째 성은 샤로노프 이며 부칭은 세르게예비치 입니다. |

로만 세르게예비치 샤로노프(러시아어: Роман Серге́евич Шаронов, 1976년 9월 8일, 모스크바 주 미티시 ~)는 러시아의 전 축구 선수이자 감독으로, 현역 시절에 우측 수비수를 맡았다. 그는 현재 SKA-하바롭스크의 감독이다.

## 클럽 경력
그는 현역 시절 대부분 루빈 카잔에서 활동했다.

## 국가대표팀 경력
그는 자국을 대표로 유로 2004에 참가했고, 0-1로 패한 스페인과의 경기에서 퇴장을 당했다.

## 감독 경력
2019년 6월 6일, 그는 루빈 카잔의 대행 감독으로 취임했다. 그는 당시 유럽 축구 연맹 프로 면허가 아닌 A급 면허가 있어서 리그에 정식적으로 수석코치로서 등록되었고, 스페인 출신의 에두아르도 알다마 도캄포가 사실상 감독이었다. 그는 2019년 12월 16일에 소속 구단이 13위로 뒤처진 가운데 상호 계약 해지로 구단을 떠났다.
2022년 6월 6일, 샤로노프는 SKA-하바롭스크와 2년 계약을 맺고 감독으로 취임했다.

## 경력 통계

### 클럽
| 구단              | 시즌      | 리그 | 리그 | 컵   | 컵 | 유럽 | 유럽 | 합계 | 합계 |
| 구단              | 시즌      | 출장 | 골   | 출장 | 골 | 출장 | 골   | 출장 | 골   |
| ----------------- | --------- | ---- | ---- | ---- | -- | ---- | ---- | ---- | ---- |
| 루빈 카잔         | 1999      | 32   | 0    | 0    | 0  | -    | -    | 32   | 0    |
| 루빈 카잔         | 2000      | 23   | 3    | 0    | 0  | -    | -    | 23   | 3    |
| 루빈 카잔         | 2001      | 31   | 0    | 0    | 0  | -    | -    | 31   | 0    |
| 루빈 카잔         | 2002      | 30   | 1    | 1    | 0  | -    | -    | 31   | 1    |
| 루빈 카잔         | 2003      | 18   | 1    | 1    | 0  | -    | -    | 19   | 1    |
| 루빈 카잔         | 2004      | 23   | 0    | 3    | 0  | 2    | 0    | 28   | 0    |
| 루빈 카잔         | 합계      | 157  | 5    | 5    | 0  | 2    | 0    | 164  | 5    |
| 테레크 그로즈니   | 2005      | 21   | 0    | 3    | 0  | 0    | 0    | 24   | 0    |
| 테레크 그로즈니   | 2006      | 37   | 1    | 4    | 0  | -    | -    | 41   | 1    |
| 테레크 그로즈니   | 합계      | 58   | 1    | 7    | 0  | -    | -    | 65   | 1    |
| 신니크 야로슬라블 | 2007      | 34   | 0    | 0    | 0  | -    | -    | 34   | 0    |
| 신니크 야로슬라블 | 합계      | 34   | 0    | 0    | 0  | -    | -    | 34   | 0    |
| 루빈 카잔         | 2008      | 26   | 1    | 0    | 0  | -    | -    | 26   | 1    |
| 루빈 카잔         | 2009      | 25   | 2    | 4    | 0  | 5    | 0    | 34   | 2    |
| 루빈 카잔         | 2010      | 2    | 0    | 0    | 0  | 0    | 0    | 2    | 0    |
| 루빈 카잔         | 2011–12   | 32   | 1    | 1    | 0  | 11   | 0    | 44   | 1    |
| 루빈 카잔         | 2012–13   | 15   | 1    | 2    | 0  | 10   | 0    | 27   | 1    |
| 루빈 카잔         | 2013–14   | 2    | 0    | 1    | 0  | 8    | 0    | 11   | 0    |
| 루빈 카잔         | 합계      | 102  | 5    | 8    | 0  | 34   | 0    | 144  | 5    |
| 경력 합계         | 경력 합계 | 351  | 11   | 20   | 0  | 36   | 0    | 407  | 11   |

### 국가대표팀
| 러시아 국가대표팀 | 러시아 국가대표팀 | 러시아 국가대표팀 |
| 연도              | 출장              | 골                |
| ----------------- | ----------------- | ----------------- |
| 2004              | 7                 | 0                 |
| 2012              | 1                 | 0                 |
| 합계              | 8                 | 0                 |

2012년 5월 25일 기준